# ダイアモンド・ヘッド (バンド)
ダイアモンド・ヘッド（Diamond Head）は、イングランド出身のヘヴィメタル・バンド。
NWOBHMムーブメントから登場したバンドの一つ。商業的な成功を収められず解散したが、メタリカやメガデスらに影響を与えていた事で再評価が高まり、1990年代に再結成を果たした。

## 概要・略歴

### NWOBHM期（1976年 - 1985年）
1976年、ブライアン・タトラー (ギター)、シーン・ハリス (ボーカル)、ダンカン・スコット (ドラム)の3人でバンドを結成。その後にコリン・キンバリー (ベース)が加わる。バンド名は、イギリスのギタリストであるフィル・マンザネラのアルバム『ダイアモンド・ヘッド』(1975年)に由来する。
1980年、アルバム『ライトニング・トゥ・ザ・ネイションズ - ザ・ホワイト・アルバム』(自主制作)でアルバム・デビュー。
1982年、野外ロックフェス「レディング・フェスティバル」に参加。同年、大手レーベル「MCAレコード」からメジャー・デビューとなるセカンド・アルバム『偽りの時』をリリース。
1983年、キンバリーとスコットの脱退を経てサード・アルバム『カンタベリー』を発表し、ビッグイベント「モンスターズ・オブ・ロック」にも出演するが、1985年に解散。

### 再始動以降 - 現在（1991年 - 1994年・2002年 - 現在）

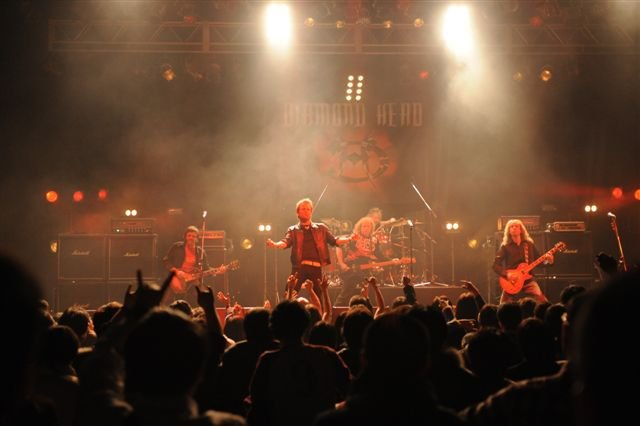
初来日公演 (2008年2月)

スラッシュメタル・バンド「メタリカ」がダイアモンド・ヘッドのカヴァー曲を頻繁に発表したこと等から再評価が高まり、1991年に再結成。1993年、10年ぶりの4thアルバム『デス・アンド・プログレス』をリリースし、トニー・アイオミやデイヴ・ムステインがゲスト参加。翌1994年までバンド活動を継続する。
2000年、ブライアン・タトラーとシーン・ハリスは母国でギグを行い、2002年から活動を本格的に再始動する。
2004年にシーン・ハリスが離脱するものの、ニック・タート (ボーカル)が加入して、翌年に12年ぶりの5thアルバム『オール・ウィル・ビー・リヴィールド』をリリース。
2007年、6thアルバム『ホワッツ・イン・ユア・ヘッド?』をリリース。
2008年2月17日、東京・Shibuya O-Eastで初来日公演。
2016年、9年ぶりのセルフタイトル7thアルバム『ダイアモンド・ヘッド』を発表。
2019年、8thアルバム『The Coffin Train』をリリース。

## メンバー
※2019年7月時点

### 現ラインナップ
- ブライアン・タトラー (Brian Tatler) - リードギター (1976年- )2023年から サクソン (バンド)でも活動中。
- ラスマス・アンダーセン (Rasmus Bom Andersen) - ボーカル (2014年- )
- アンディ・アバーリー (Andy "Abbz" Abberley) - リズムギター (2006年- )
- ディーン・アシュトン (Dean Ashton) - ベース (2016年- )
- カール・ウィルコックス (Karl Wilcox) - ドラムス (1991年- )

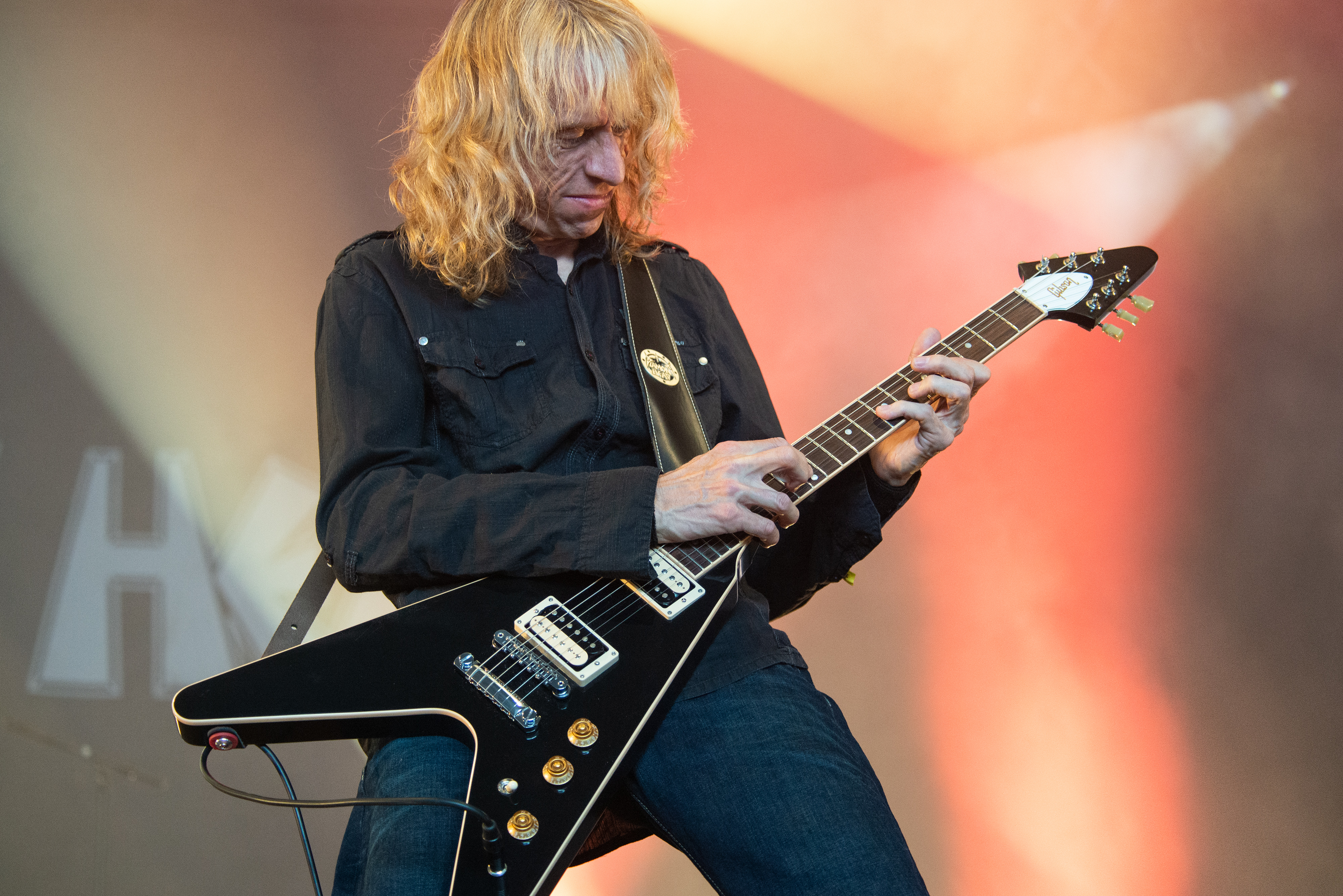
ブライアン・タトラー(G) 2019年
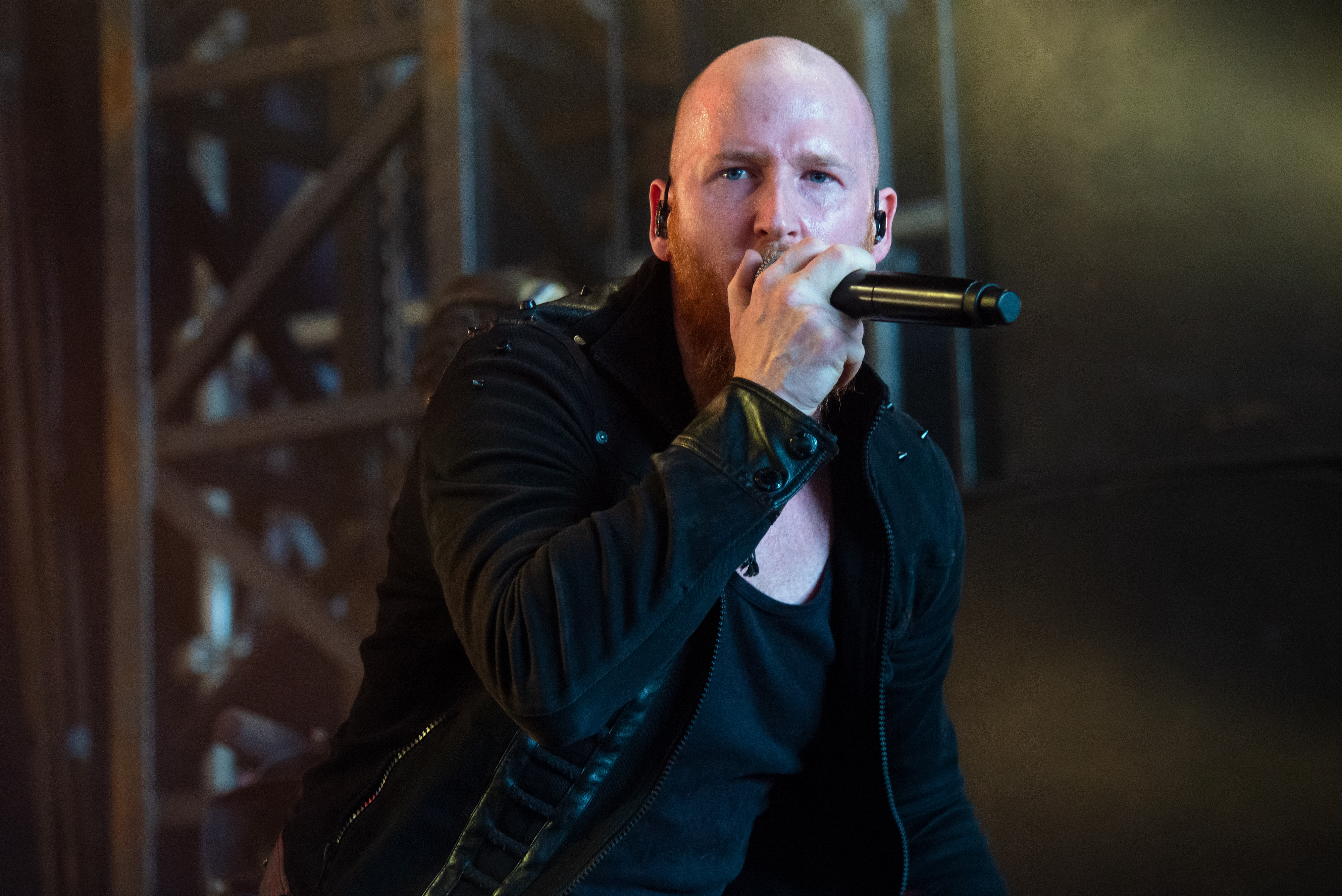
ラスマス・アンダーセン(Vo) 2019年
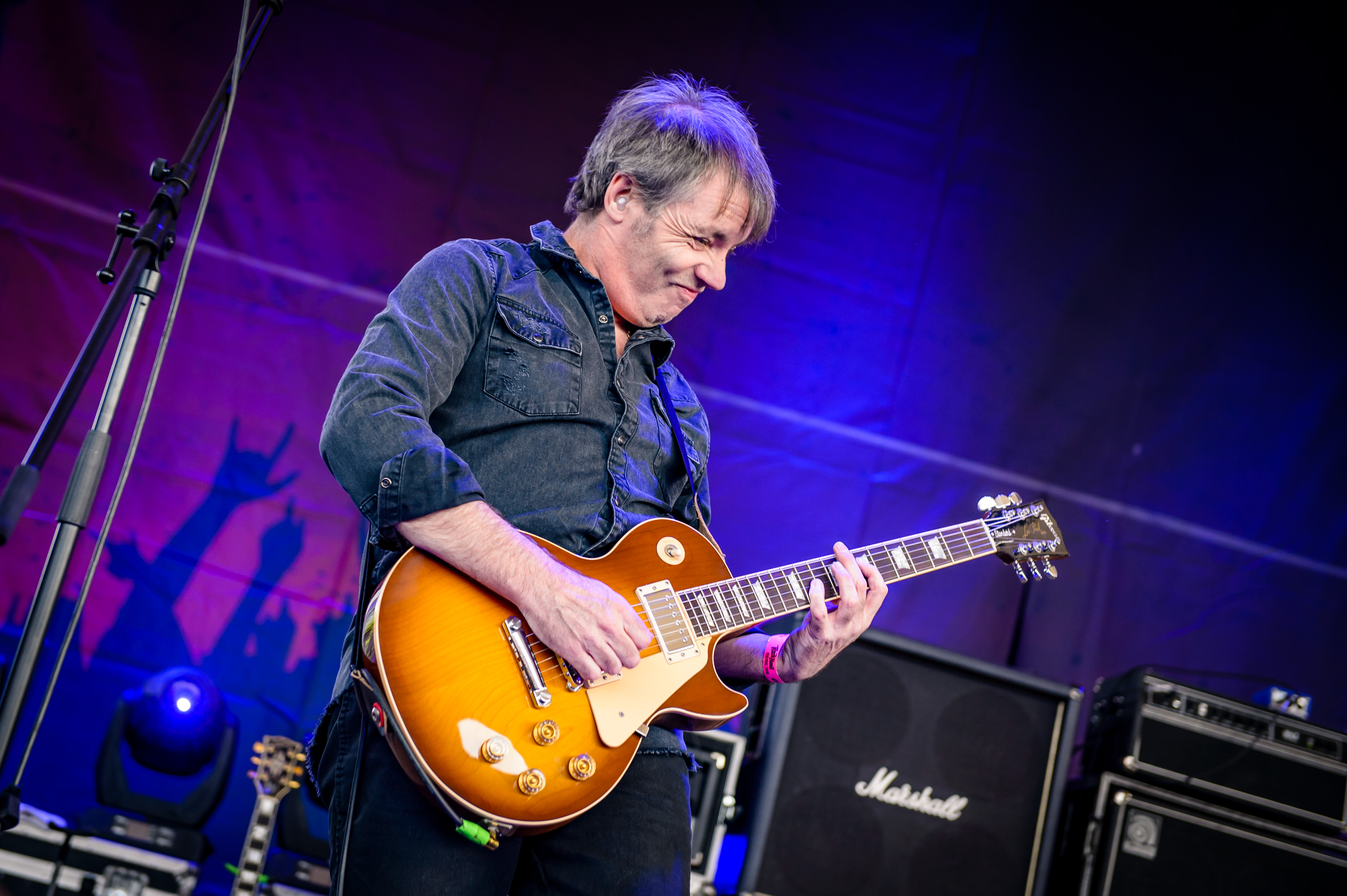
アンディ・アバーリー(G) 2018年
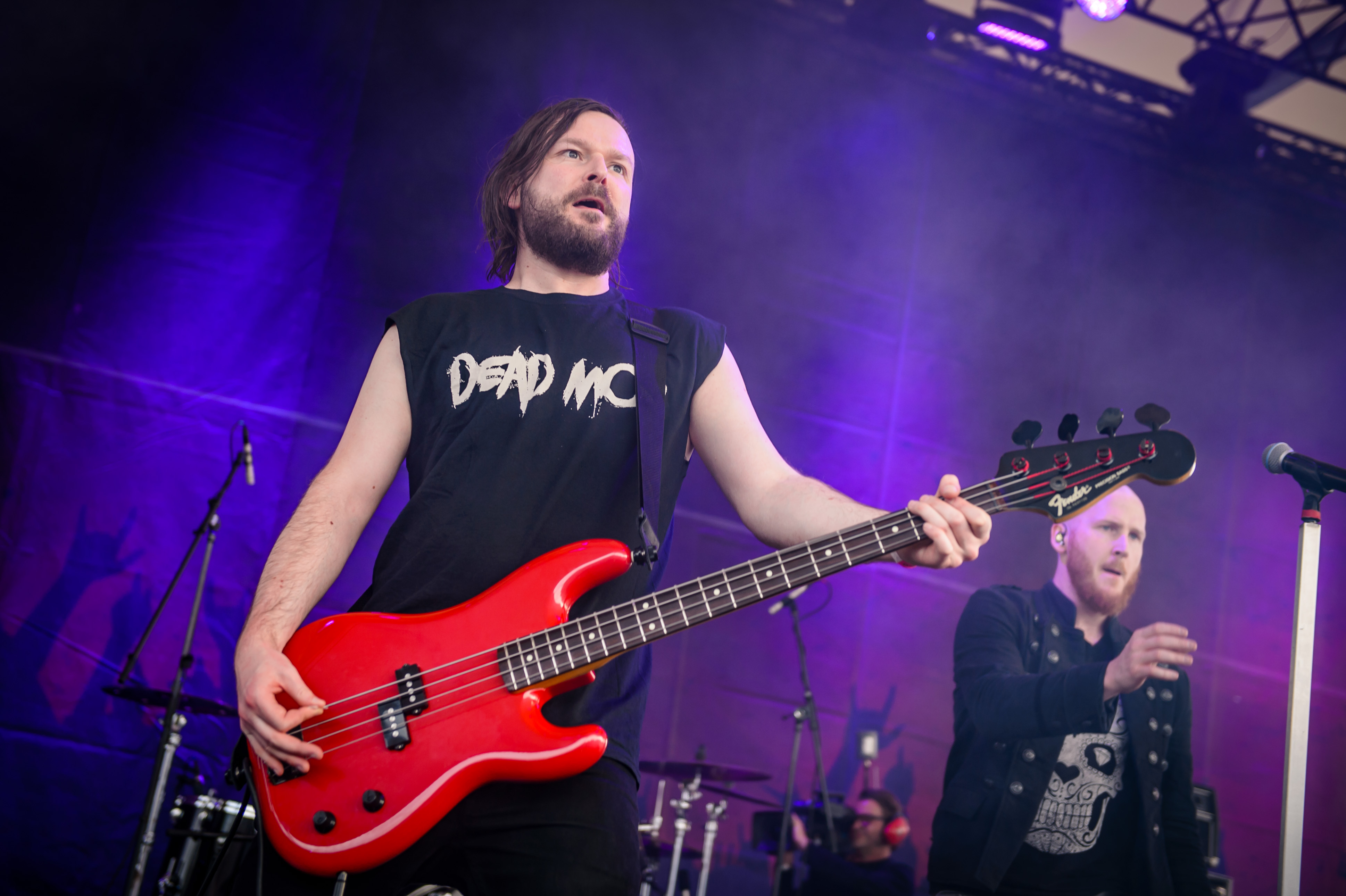
ディーン・アシュトン(B) 2018年
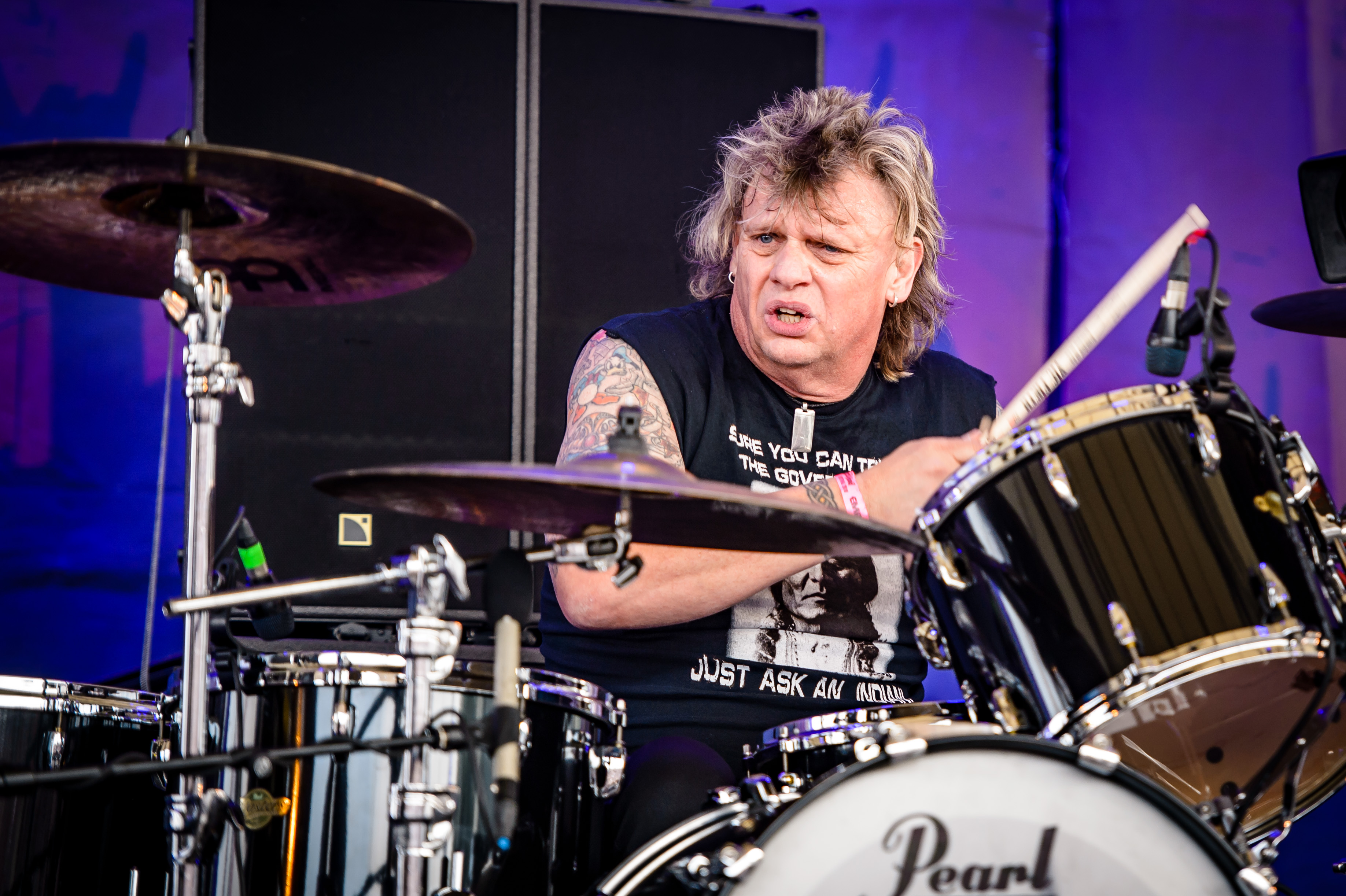
カール・ウィルコックス(Ds) 2018年

### 旧メンバー
- シーン・ハリス (Sean Harris) - ボーカル、ギター (1976年-2004年)
- ダンカン・スコット (Duncan Scott) - ドラムス (1976年-1983年)
- コリン・キンバリー (Colin Kimberley) - ベース (1978年-1983年)
- マーヴィン・ゴールズワージー (Mervyn Goldsworthy) - ベース (1983年-1984年)
- ロビー・フランス (Robbie France) - ドラムス (1983年-1985年) ※2012年死去[6]
- デーブ・ウィリアムソン (Dave Williamson) - ベース (1984年-1985年)
- エディ・ムーハン (Eddie Moohan) - ベース (1991年-1992年、2002年-2016年)
- ピート・ブコヴィッチ (Pete Vuckovic) - ベース (1992年-1994年)
- エイドリアン・ミルズ (Adrian Mills) - ギター (2003年-2006年)
- ニック・タート (Nick Tart) - ボーカル (2004年-2014年)

## ディスコグラフィ

### スタジオ・アルバム
- 『ライトニング・トゥ・ザ・ネイションズ - ザ・ホワイト・アルバム』 - Lightning to the Nations (1980年)
- 『偽りの時』 - Borrowed Time (1982年)
- 『カンタベリー』 - Canterbury (1983年)
- 『デス・アンド・プログレス』 - Death and Progress (1993年)
- 『オール・ウィル・ビー・リヴィールド』 - All Will Be Revealed (2005年)
- 『ホワッツ・イン・ユア・ヘッド?』 - What's in Your Head? (2007年)
- 『ダイアモンド・ヘッド』 - Diamond Head (2016年)
- The Coffin Train (2019年)

### ライブ・アルバム
- The Friday Rock Show Sessions / Live at Reading (1992年)
- Evil Live (1994年)
- It's Electric (2006年)

### コンピレーション・アルバム
- Behold the Beginning (1986年)
- 『アム・アイ・イーヴル』 - Am I Evil (1987年)
- 『シングルズ』 - Singles (1992年)

### 映像作品
- To the Devil His Due (2006年)